# Nea Agostini
Nea Agostini es un dúo musical chileno de pop rock y rock alternativo formado por los hermanos Nea y Ale Agostini.
Entre sus canciones destacan Estamos juntos y La distancia más corta entre tú y yo, sus más populares en Spotify, además de Más que con él, escrita junto a Francisca Valenzuela.
Se han presentado en escenarios como Cosquín Rock en Argentina y South by Southwest en Estados Unidos.

## Historia
Nea Agostini partió como un proyecto solista del cantante y guitarrista Andrés Agostini, apodado Nea. Las primeras canciones fueron en inglés y español como Say You Love Me, publicada en 2013 y parte de la banda sonora de la teleserie El regreso de TVN.
En 2015 salió el primer disco, Nos movemos, definido como una propuesta de pop rock con alma de blues. Así llegó en 2016 al festival argentino Cosquín Rock, compartiendo cartel con Babasónicos, Bersuit Vergarabat y La Beriso. En la ocasión también fue invitado al escenario principal por la banda Estelares.
Ese año Nea Agostini pasó a ser oficialmente un dúo de hermanos tras la incorporación de Ale, quien siempre fue parte de los shows en vivo. Juntos grabaron el EP Te disuelves, a cargo del reconocido productor e ingeniero estadounidense Sebastián Krys. De esta manera, se concretó una colaboración con la colombiana Ximena Muñoz en la letra de No me interesa y Francisca Valenzuela en el caso de Más que con él.
La promoción del EP incluyó presentaciones en Chile, Argentina, Colombia, Ecuador, México y una en Estados Unidos que fue destacada por la revista Billboard. Además, Más que con él, resultó finalista en el John Lennon Songwriting Contest, un concurso impulsado por Yoko Ono.
En 2020 el dúo comenzó a trabajar con el productor italiano Mat Den del sello Fil 1933 Group, lo que permitirá la grabación de un álbum en La Maison de la Musique en la ciudad de Bérgamo.

## Discografía
Álbumes de estudio
- 2015: Nos movemos

EP
- 2013: Stay The Same
- 2016: Te disuelves